# キープ (城)

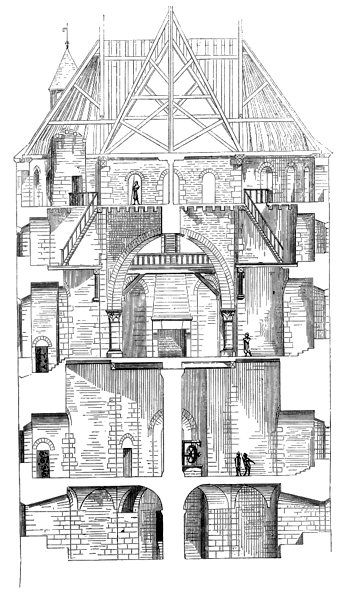
キープの例

キープ（英語: Keep）またはドンジョン（フランス語: Donjon）は、中世ヨーロッパの城で中心となる建造物のこと。日本語では日本の城の天守との性質の類似性から天守と訳される。類似するものに「ベルクフリート」というドイツの城郭建築もあるが、高さの割に狭く、監視塔程度にしか使われていなかった。

## 歴史
10世紀ごろに見られたノルマン人によるモット・アンド・ベイリー式城郭の中枢部のモット（人工の丘、土塁）の頂上に木造の方形建築の塔として築かれたことに始まり、11世紀には城塞の石造化が進み、その過程で最も早くに石造となったのがキープであった。12世紀末頃まで正方形であったが、イングランド王のリチャード1世が、ガイヤール城に多角形平面のキープを築いて以降、多角形平面や円形が現れるようになった。

## 構造
平時には城主の居館としても機能した。キープの形態によってことなり、一概に当てはめることはできないが、一例としては地下階に当たる部分にダンジョンと呼ばれる牢獄、第1階に当たる部分に出入り口があり橋や階段を架けて出入りした。内部は管理空間となっている。第2階に当たる部分に広間、第3階に居住空間という具合に各階ごとに機能が異なっていた。最上階または屋上には、胸壁やバルティザンと呼ばれる監視用の小規模な塔、複数の狭間などの防御施設を備え、攻撃するための空間として造られた。